# Vincenzo Venerosi Pesciolini
Vincenzo Venerosi Pesciolini (Migliarino Pisano, 19 marzo 1890 – Firenze, 25 gennaio 1967) è stato un nobile e politico italiano.

## Biografia
Nobile con il titolo di conte, venne eletto alla Camera del Regno d'Italia per la XXX legislatura.